# Woltersdorf (Baja Sajonia)
Woltersdorf es un municipio situado en el distrito de Lüchow-Dannenberg, en el estado federado de Baja Sajonia (Alemania). Su población a finales de 2016 era de unos 1230 habitantes.
Se encuentra ubicado a poca distancia al sur de la frontera con el estado de Mecklemburgo-Pomerania Occidental y al norte de la de Sajonia-Anhalt.